# Panik hos polisen
Panik hos polisen (engelska: On the Beat) är en brittisk komedifilm från 1962 i regi av Robert Asher.

## Handling
En enkel parkeringsvakt drömmer om att bli polis, som sin far.

## Rollista i urval
- Norman Wisdom - Norman Pitkin / Giulio Napolitani
- Jennifer Jayne - Rosanna Guardia
- Raymond Huntley - Sir Ronald Ackroyd
- Esma Cannon - mrs. Stammers
- Eric Barker - polisläkaren
- Terence Alexander - överkommissarie Bert Belcher
- Eleanor Summerfield - sergeant Lucilla Wilkins
- Jack Watson - vakthavande polis
- Robert Rietti - advokaten
- Alfred Burke - Trigger O'Flynn